# Elena Huelva
Elena Huelva Palomo, född 21 maj 2002 i Sevilla, död där 3 januari 2023, var en spansk aktivist för kampen mot cancer. Hon är känd för att ha spridit information om Ewings sarkom på sociala nätverk.

## Biografi
Elena Huelva föddes 2002 i Sevilla som andra dotter till Manuel Huelva och Emilia Palomo. År 2019 fick Huelva diagnosen Ewings sarkom och hon började dagligen att publicera information om denna cancertyp på sociala medier. Från 2019 samarbetade hon med flera cancerrelaterade ideella organisationer. År 2022 publicerade hon boken Mis ganas ganan (ungefär "Min önskan vinner") där hon berättar om sin erfarenhet av sjukdomen.
I december 2022 designade Huelva en huvudduk för leksaken "Baby Pelón", som säljs av Juegaterapia Foundation i syfte att samla in pengar till forskning om Ewings sarkom. För att genomföra denna insamling skapade Juegaterapia Foundation "Elena Huelva-stipendiet" tillsammans med spanska sarkomforskningsgruppen (GEIS).
Elena Huelva dog den 3 januari 2023 efter att ha försämrats i sin sjukdom. Hennes död föranledde kondoleanser från ett stort antal offentliga personer, bland andra presidenten för den andalusiska regeringen, Juan Manuel Moreno.
Dagen efter Huelvas död, den 4 januari 2023, hölls en minnesstund vid vilken offentliga personer deltog.